# Цорци, Пьетро Антонио
Пьетро Антонио Дзордзи (итал. Pietro Antonio Zorzi; 7 ноября 1745, Новиград, Венецианская республика — 17 декабря 1803, Удине, Итальянская республика) — итальянский куриальный кардинал, сомаск. Епископ Ченеды с 3 апреля 1786 по 24 сентября 1792. Архиепископ Удине с 24 сентября 1792 по 17 декабря 1803. Кардинал-священник с 17 января 1803 по 17 декабря 1803.